# Motorlet M-701
O Motorlet M-701 é um motor aeronáutico turbojato checoslovaco. Foi utilizado para motorizar o avião de treinamento Aero L-29, com mais de 9.250 motores produzidos entre 1961 e 1989.

## Projeto e desenvolvimento
Em 1955, a Motorlet iniciou o projeto de um novo motor turbojato para motorizar o Aero L-29, um avião de treinamento para caça sendo desenhado pela Aero, em uma competição para equipar todas as forças aéreas dos países signatários ao Pacto de Varsóvia. O projeto resultante, designado Motorlet M-701, foi um turbojato com eixo único e um compressor centrífugo, sendo o primeiro motor a jato projetado na Checoslováquia (apesar da Motorlet ter anteriormente produzido o Klimov VK-1 sob licença).
O M-701 foi testado pela primeira vez em 1958 e o motor nº 4 testado em um Avia B-228 em dezembro de 1959. O motor nº 8 foi utilizado no terceiro protótipo do L-29, quando voou em 12 de julho de 1960 (os dois primeiros protótipos que voaram no ano anterior foram equipados com motores Rolls-Royce Viper). O L-29 foi selecionado como vencedor da competição e encomendado em grandes números, com o M-701 entrando em produção em Jinonice, próximo a Praga, em 1961. Quando a produção foi encerrada em 1989, mais de 9.250 unidades haviam sido produzidas.

## Aplicações
- Aero L-29